# ニューディサイズ
ニューディサイズ (NewDesides) は、雑誌企画『ガンダム・センチネル』に登場する架空の軍事集団。由来は、「新たな決意 (NewDecision) 」「反対 (Dis-side) 」「反スペースノイド（スペースコロニー群をサイド○と呼ぶことから）」を合わせた造語であることが作中人物の説明で語られており、組織のモチーフである新選組の意訳でもある。

## 組織概要
小惑星ペズンに駐留する地球連邦軍教導隊の一部青年将校が結成した組織である。
教導隊とは戦闘技術を研究・開発し、その成果をもとに一般部隊を訓練する仮想敵部隊のことである。本作においては、連邦軍で使用されているモビルスーツ(MS)の基本動作プログラム「IMPC（インプ）」(Integrated Maneuver Propulsion Control)（統合軌道推進制御の略）用の動作パターンデータ供給を行うことも任務の一つとなっている。隊員は全員が教官パイロットの資格を持つ精鋭中の精鋭で、ティターンズとは違う意味で連邦軍の選良だった。
ティターンズは一年戦争終結後に発生したデラーズ・フリートの叛乱を契機に地球連邦軍准将ジャミトフ・ハイマンのもと結成され、その後実質的に地球連邦軍を支配していたが、ハマーン・カーン率いるネオ・ジオンと反地球連邦政府組織エゥーゴとの三つ巴の戦いの際、ダカール演説により世論はエゥーゴ支持に傾き、最終決戦時に戦力の過半を喪失すると共にジャミトフ・ハイマンら指導部が全員死亡し事実上崩壊。以後、地球連邦軍はエゥーゴ主導の元で再編成される運びとなった。
ティターンズが謳っていた地球至上主義にも賛意を示していた教導隊の青年将校達にとって、スペースノイドの権益を代表するエゥーゴが主導する形となった連邦政府は恭順の意を示すべき存在ではなかったのである。彼らは武力蜂起してペズンを掌握し、ニューディサイズを名乗って連邦政府への徹底抗戦を表明した（ペズンの反乱）。
これに対応するため地球連邦軍は討伐隊を編成、Sガンダムを中核としたα任務部隊を先陣としてニューディサイズの鎮圧に向かわせた。
ニューディサイズの主な戦力は旧ジオン公国軍の技術をペズンに駐留していた連邦技研が解析の上で作り上げた汎用型MSゼク・アインだが、特に腕の秀でたパイロットにはゼク・タイプの次世代機として開発が進められていたゼク・ツヴァイが与えられた。ニューディサイズは防衛網陥落に伴ってペズンを放棄した際、このゼク・ツヴァイをパーツも含めて全て持ち出している。また討伐隊の主力を任されながらもニューディサイズに賛意を表して連邦軍を離反したブライアン・エイノー提督率いる連邦軍X分遣艦隊と合流し、エイノー艦隊に託されていた最新鋭機ガンダムMk-Vも受領している。この機体はエアーズ攻防戦で討伐隊に多大なるダメージを与えた。加えてエアーズ市での敗北後、（地球至上主義・反スペースノイドであるにもかかわらず）ネオ・ジオンに救出された後に試作型超巨大MAゾディ・アックを譲渡されている。同機は地球周辺での最終決戦においてニューディサイズの主戦力として運用された。
『ガンダム・センチネル』のストーリーパートを担当した高橋昌也は、「『機動戦士Ζガンダム』は幕末の話をやろうとしてるように見えたからこそ、露骨に幕末の話にした」と語っており、ニューディサイズは江戸時代末期の軍事組織新撰組をモチーフにしている。主要人物の氏名や地名といった固有名詞、ストーリー上の事件などは、幕末のそれを思わせるものとなっている。

## 代表的な人物
- ブレイブ・コッド
- トッシュ・クレイ
- ジョッシュ・オフショー
- ファスト・サイド
- ブライアン・エイノー
- ドレイク・パーシュレイ
- マイク・サオトメ

## 所属兵器
- ガンダムMk-V
- ゼク・アイン
- ゼク・ツヴァイ
- ゾディ・アック（ゾアンI・II）
- マゼラン級戦艦「キリマンジャロ」「フッド」
- サラミス改級巡洋艦「アオバ」「トレント」「ダンケルク」他
- ムサイ級軽巡洋艦「ブレイブ」
- エンタープライズ級大型スペース・シャトル
- 衛星ミサイル